# Магарилов, Сергей Вячеславович
Сергей Вячеславович Магарилов (род. 19 марта 1985, Воскресенск, Московская область) — российский хоккеист, вратарь. Тренер.

## Биография
Воспитанник воскресенского «Химика», тренер Сергей Гусев. Начинал играть в командах низших лиг «Химик-2» (2001/02 — 2004/05, 2005/06, 2007/08), «Химик» (2002/03 — один матч), «Рязань» (2002/03), «Кристалл» Электросталь (2004/05), «Южный Урал» и «Южный Урал-2» (2005/06), «Брянск» (2008/09), «Ижсталь» (2009/10).
Игрок команд ВХЛ «Нефтяник» Альметьевск (2010/11), «Южный Урал» (2011/12), «Рубин» (2012/13), «Молот-Прикамье» (2013/14).
В сезонах 2014/15 — 2015/16 провёл 32 матча за клуб КХЛ «Северсталь». В сезоне 2016/17 играл в ВХЛ за «Ермак». Вернувшись в «Северсталь», за 1,5 сезона сыграл 10 матчей. С января 2019 года до конца сезона выступал в ВХЛ за «Ладу». В ноябре-декабре 2019 года играл за белорусский «Гомель», с февраля 2020 года до конца сезона — за клуб третьей словацкой лиги «Бардеёв», после чего завершил карьеру.
Лучший вратарь ВХЛ и первый обладатель Приза имени Анатолия Фирсова (2014).
С мая 2021 года — тренер вратарей в «Ижстали».